# Александровский сельский совет (Пирятинский район)
Александровский сельский совет (укр. Олександрівська сільська рада) — входит в состав Пирятинского района Полтавской области Украины.
Административный центр сельского совета находится в с. Александровка.

## История
16 января 1996 года решением Полтавской областной государственной администрации был образован Александровский сельский совет с центром в селе Александровка. В состав сельсовета вошли сёла Могилевщина и Ровное.
В 2016 году Александровский сельский совет был присоединён к Пирятинскому городскому совету.

## Организация власти
На региональных выборах в 2010 году в Александровский сельский совет было избрано 12 депутатов. 5 депутатов (41,7 %) являлись самовыдвиженцами, по спискам Народной партии прошло 4 человека (33,3 %), от Аграрной партии, «Батькивщины» и Социалистической партии — по 1 человеку (по 8,3 %). Сельским головой была избрана Нина Викторовна Клитко, являющеяся членом партии «Наша Украина».
11 ноября 2015 года Пирятинский городской совет принял решение возложить на Нину Клитко исполнение обязанностей старосты на территории сёл Александровка, Могилевщина и Ровное до проведения первых выборов на территории Пирятинской объединённой городской территориальной общины.

## Населённые пункты совета
- с. Александровка
- с. Могилевщина
- с. Ровное